# Citrus insitorum
Citrus insitorum är en vinruteväxtart som beskrevs av Mabberley, Gard. Bull. Singapore 54 193. 2002.. Citrus insitorum ingår i släktet citrusar, och familjen vinruteväxter. Inga underarter finns listade i Catalogue of Life.